# Polo Sur de Júpiter

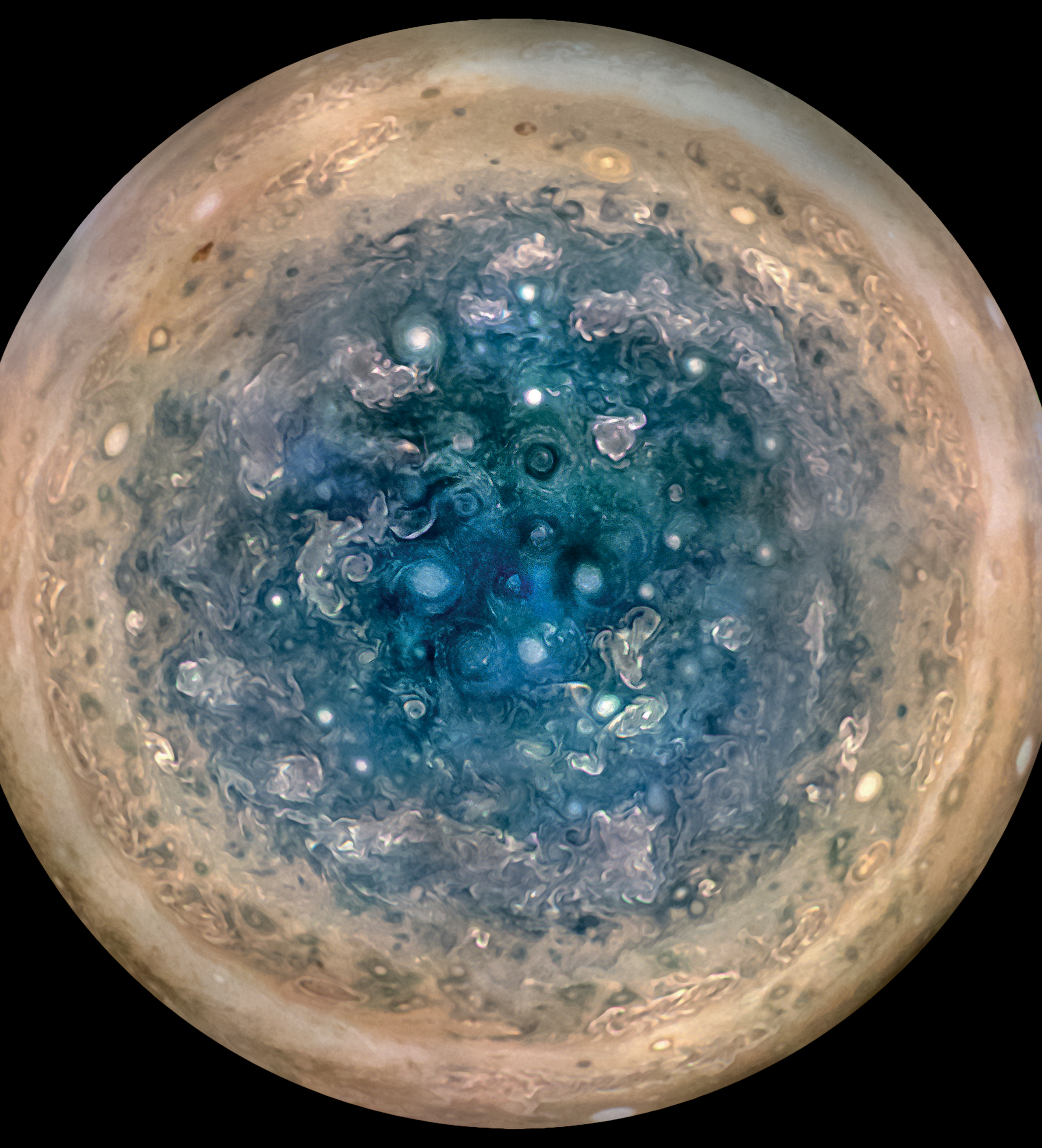
Imagen del polo sur de Júpiter tomada por JunoCam el 25 de mayo de 2017

El polo sur de Júpiter es el punto más meridional de Júpiter, teniendo al igual que el polo norte de Júpiter un tono más azulado que el resto del planeta.
Fue fotografiado en detalle por primera vez por la nave espacial Juno, que llegó a Júpiter en julio de 2016 y por primera vez en la historia entró en la órbita polar de Júpiter. Al mismo tiempo, se descubrieron seis ciclones en el polo sur: uno en el centro y cinco a su alrededor (sus centros formaban un pentágono casi regular), cada uno de unos 4 500 km (2 800 millas) de diámetro, con ráfagas de viento de unos 360 km/h (220 mph), y todos ellos torcidos en el sentido de las agujas del reloj. Una imagen similar en el polo norte de Júpiter presenta nueve ciclones de tamaño similar: uno en el centro y ocho a su alrededor, girando en sentido contrario a las agujas del reloj.
Durante más de tres años, la estructura de ciclones en ambos polos del gigante gaseoso más cercano a la Tierra se mantuvo estable, pero el 3 de noviembre de 2019, durante su vigesimosegunda rotación sobre Júpiter, la nave espacial Juno encontró el nacimiento de un nuevo ciclón en el polo sur: Rápidamente "empujó" al anterior (aunque todavía tiene un tamaño más pequeño, unos 800 km), y ahora los centros de los ciclones periféricos forman un polo casi derecho de 6 esquinas.
Antes de Juno, solo la sonda Galileo entró en la órbita de Júpiter entre 1995 y 2003; sin embargo, su inclinación orbital hizo imposible observar las regiones polares de Júpiter; Cassini, que sobrevoló Júpiter en el año 2000, tampoco tuvo oportunidad de fotografiar las regiones polares. Por lo tanto, permanecieron como "puntos blancos" hasta 2016 (las imágenes de las misiones de sobrevuelo anteriores y los telescopios terrestres tenían baja resolución); sin embargo, en el año 2000, se detectaron las manchas polares de rayos X de Júpiter, siendo la mancha polar del sur significativamente más débil que la mancha polar del polo norte.
El polo sur geográfico de Júpiter es también la ubicación de su polo sur magnético (Júpiter no tiene un polo norte magnético bien definido).